# Rozjeď to, stoupej a křič
Rozjeď to, stoupej a křič (v anglickém originále Ride, Rise, Roar) je americký dokumentární film, jehož režisérem byl Hillman Curtis. Zabývá se koncertním turné Songs of David Byrne and Brian Eno Tour, které v letech 2008 až 2009 odehrál hudebník David Byrne. Turné navázalo na vydání desky Everything That Happens Will Happen Today, kterou Byrne nahrál ve spolupráci s Brianem Enem. Film zahrnuje jak záznamy z koncertů, tak i z příprav a zkoušek na turné, stejně jako rozhovory s hudebníky (například Byrneovým manažerem, choreografkami či Enem, který se turné neúčastnil). Premiéra filmu proběhla 15. března 2010 na festivalu SXSW. V Česku byl uveden na Mezinárodním filmovém festivalu Karlovy Vary.

## Skladby
Ve filmu se nachází koncertní záznamy následujících písní:
- Once in a Lifetime (David Byrne, Brian Eno, Chris Frantz, Jerry Harrison, Tina Weymouth)
- Life Is Long (Byrne, Eno)
- I Zimbra (Byrne, Eno, Hugo Ball)
- Road to Nowhere (Byrne)
- One Fine Day (Byrne, Eno)
- The Great Curve (Byrne, Eno, Frantz, Harrison, Weymouth)
- My Big Nurse (Byrne and Eno)
- Burning Down the House (Byrne, Frantz, Harrison, Weymouth)
- Houses in Motion (Byrne, Eno, Frantz, Harrison, Weymouth)
- Air (Byrne)
- Life During Wartime (Byrne, Frantz, Harrison, Weymouth)
- Heaven (Byrne Harrison)
- I Feel My Stuff (Byrne Eno)
- Everything That Happens (Byrne Eno)

## Obsazení
- David Byrne – zpěv, kytara
- Mark De Gli Antoni – klávesy
- Paul Frazier – baskytara
- Graham Hawthorne – bicí
- Mauro Refosco – perkuse, kytara
- Redray Frazier – doprovodné vokály, kytara
- Kaïssa – doprovodné vokály
- Jenni Muldaur – doprovodné vokály
- Lily Baldwin – tanečnice
- Natalie Kuhn – tanečnice
- Steven Reker – tanečník

Rozhovory (osoby, které nebyly na pódiu)
- David Whitehead – Byrneův manažer
- Annie-B. Parson – choreografie
- Sonya Robbins a Layla Childs (Robbinschilds Dance) – choreografie
- Noémie Lafrance – choreografie
- Brian Eno – skladatel